# Eparchia orska
Eparchia orska – jedna z eparchii Rosyjskiego Kościoła Prawosławnego, z siedzibą w Orsku. Należy do metropolii orenburskiej.
Erygowana przez Święty Synod Rosyjskiego Kościoła Prawosławnego 5 października 2011 poprzez wydzielenie z eparchii orenburskiej i buzułuckiej. Obejmuje terytorium części rejonów obwodu orenburskiego. Jej pierwszym ordynariuszem został 22 listopada 2011 Ireneusz (Tafunea).